# Línea 280 (Interurbanos Madrid)
La línea 280 de la red de autobuses interurbanos de Madrid une Coslada y el Hospital del Henares con Loeches.

## Características
Esta línea une entre sí los municipios de Coslada, San Fernando de Henares, Mejorada del Campo, Velilla de San Antonio y Loeches. Además, une todos ellos con el Hospital del Henares.
Las expediciones los días laborables entre semana llegan a los polígonos industriales de Loeches, mientras que los fines de semana y festivos limitan su recorrido al centro del pueblo.
Siguiendo la numeración de líneas del CRTM, las líneas que circulan por el corredor 2 son aquellas que dan servicio a los municipios situados en torno a la A-2 y comienzan con un 2. Aquellas numeradas dentro de la decena 280 corresponden a aquellas que circulan por Coslada.
La línea no mantiene los mismos horarios todo el año, desde el 15 de julio al 31 de agosto se reducen el número de expediciones los días laborables entre semana (sábados laborables, domingos y festivos tienen los mismos horarios todo el año), además de los días excepcionales vísperas de festivo y festivos de Navidad en los que los horarios también cambian y se reducen.
Está operada por la empresa Avanza Movilidad Integral mediante la concesión administrativa VCM-201 - Madrid – Loeches – Arganda del Rey (Viajeros Comunidad de Madrid) del Consorcio Regional de Transportes de Madrid.

## Horarios

### 1 septiembre - 14 julio
| Lunes a viernes laborables               |                                          |                                          |                                          |                                          |                                          |                                          |                                          |                                          |                                          |                                          |                                          |                                          |                                          |                                          |                                          |                                          |                                          |                                          |                                          |                                          |                                          |                                          |                                          |                                          |                                          |                                          |                                          |                                          |                                          |                                          |                                          |                                          |                                          |                                          |                                          |                                          |                                          |
| Coslada > Polígonos Industriales Loeches | Coslada > Polígonos Industriales Loeches | Coslada > Polígonos Industriales Loeches | Coslada > Polígonos Industriales Loeches | Coslada > Polígonos Industriales Loeches | Coslada > Polígonos Industriales Loeches | Coslada > Polígonos Industriales Loeches | Coslada > Polígonos Industriales Loeches | Coslada > Polígonos Industriales Loeches | Coslada > Polígonos Industriales Loeches | Coslada > Polígonos Industriales Loeches | Coslada > Polígonos Industriales Loeches | Coslada > Polígonos Industriales Loeches | Coslada > Polígonos Industriales Loeches | Coslada > Polígonos Industriales Loeches | Coslada > Polígonos Industriales Loeches | Coslada > Polígonos Industriales Loeches | Coslada > Polígonos Industriales Loeches | Coslada > Polígonos Industriales Loeches | Polígonos Industriales Loeches > Coslada | Polígonos Industriales Loeches > Coslada | Polígonos Industriales Loeches > Coslada | Polígonos Industriales Loeches > Coslada | Polígonos Industriales Loeches > Coslada | Polígonos Industriales Loeches > Coslada | Polígonos Industriales Loeches > Coslada | Polígonos Industriales Loeches > Coslada | Polígonos Industriales Loeches > Coslada | Polígonos Industriales Loeches > Coslada | Polígonos Industriales Loeches > Coslada | Polígonos Industriales Loeches > Coslada | Polígonos Industriales Loeches > Coslada | Polígonos Industriales Loeches > Coslada | Polígonos Industriales Loeches > Coslada | Polígonos Industriales Loeches > Coslada | Polígonos Industriales Loeches > Coslada | Polígonos Industriales Loeches > Coslada | Polígonos Industriales Loeches > Coslada |
| 05                                       | 06                                       | 07                                       | 08                                       | 09                                       | 10                                       | 11                                       | 12                                       | 13                                       | 14                                       | 15                                       | 16                                       | 17                                       | 18                                       | 19                                       | 20                                       | 21                                       | 22                                       | 23                                       | 06                                       | 07                                       | 08                                       | 09                                       | 10                                       | 11                                       | 12                                       | 13                                       | 14                                       | 15                                       | 16                                       | 17                                       | 18                                       | 19                                       | 20                                       | 21                                       | 22                                       | 23                                       | 00                                       |
| 45                                       | 29                                       | 13 57                                    | 41                                       | 25                                       | 30                                       | 45                                       | 50                                       |                                          | 00                                       | 10                                       | 20                                       | 30                                       | 40                                       | 50                                       |                                          | 00 55                                    |                                          | 05                                       | 45                                       | 32                                       | 20                                       | 08 56                                    | 44                                       | 40                                       | 50                                       |                                          | 00                                       | 10                                       | 20                                       | 30                                       | 40                                       | 50                                       | 55                                       |                                          | 05 50                                    |                                          | 05                                       |
| Sábados laborables, domingos y festivos  |                                          |                                          |                                          |                                          |                                          |                                          |                                          |                                          |                                          |                                          |                                          |                                          |                                          |                                          |                                          |                                          |                                          |                                          |                                          |                                          |                                          |                                          |                                          |                                          |                                          |                                          |                                          |                                          |                                          |                                          |                                          |                                          |                                          |                                          |                                          |                                          |                                          |
| Coslada > Loeches (pueblo)               | Coslada > Loeches (pueblo)               | Coslada > Loeches (pueblo)               | Coslada > Loeches (pueblo)               | Coslada > Loeches (pueblo)               | Coslada > Loeches (pueblo)               | Coslada > Loeches (pueblo)               | Coslada > Loeches (pueblo)               | Coslada > Loeches (pueblo)               | Coslada > Loeches (pueblo)               | Coslada > Loeches (pueblo)               | Coslada > Loeches (pueblo)               | Coslada > Loeches (pueblo)               | Coslada > Loeches (pueblo)               | Coslada > Loeches (pueblo)               | Coslada > Loeches (pueblo)               | Coslada > Loeches (pueblo)               | Coslada > Loeches (pueblo)               | Coslada > Loeches (pueblo)               | Loeches (pueblo) > Coslada               | Loeches (pueblo) > Coslada               | Loeches (pueblo) > Coslada               | Loeches (pueblo) > Coslada               | Loeches (pueblo) > Coslada               | Loeches (pueblo) > Coslada               | Loeches (pueblo) > Coslada               | Loeches (pueblo) > Coslada               | Loeches (pueblo) > Coslada               | Loeches (pueblo) > Coslada               | Loeches (pueblo) > Coslada               | Loeches (pueblo) > Coslada               | Loeches (pueblo) > Coslada               | Loeches (pueblo) > Coslada               | Loeches (pueblo) > Coslada               | Loeches (pueblo) > Coslada               | Loeches (pueblo) > Coslada               | Loeches (pueblo) > Coslada               | Loeches (pueblo) > Coslada               |
| 05                                       | 06                                       | 07                                       | 08                                       | 09                                       | 10                                       | 11                                       | 12                                       | 13                                       | 14                                       | 15                                       | 16                                       | 17                                       | 18                                       | 19                                       | 20                                       | 21                                       | 22                                       | 23                                       | 06                                       | 07                                       | 08                                       | 09                                       | 10                                       | 11                                       | 12                                       | 13                                       | 14                                       | 15                                       | 16                                       | 17                                       | 18                                       | 19                                       | 20                                       | 21                                       | 22                                       | 23                                       | 00                                       |
| 45                                       |                                          | 40                                       |                                          | 48                                       |                                          | 56                                       |                                          |                                          | 04                                       |                                          | 12                                       |                                          | 20                                       |                                          | 28                                       |                                          |                                          |                                          | 40                                       |                                          | 44                                       |                                          | 52                                       |                                          |                                          | 00                                       |                                          | 06                                       |                                          | 16                                       |                                          | 24                                       |                                          | 30                                       |                                          |                                          |                                          |

### 15 julio - 31 agosto
| Lunes a viernes laborables               |                                          |                                          |                                          |                                          |                                          |                                          |                                          |                                          |                                          |                                          |                                          |                                          |                                          |                                          |                                          |                                          |                                          |                                          |                                          |                                          |                                          |                                          |                                          |                                          |                                          |                                          |                                          |                                          |                                          |                                          |                                          |                                          |                                          |                                          |                                          |                                          |                                          |
| Coslada > Polígonos Industriales Loeches | Coslada > Polígonos Industriales Loeches | Coslada > Polígonos Industriales Loeches | Coslada > Polígonos Industriales Loeches | Coslada > Polígonos Industriales Loeches | Coslada > Polígonos Industriales Loeches | Coslada > Polígonos Industriales Loeches | Coslada > Polígonos Industriales Loeches | Coslada > Polígonos Industriales Loeches | Coslada > Polígonos Industriales Loeches | Coslada > Polígonos Industriales Loeches | Coslada > Polígonos Industriales Loeches | Coslada > Polígonos Industriales Loeches | Coslada > Polígonos Industriales Loeches | Coslada > Polígonos Industriales Loeches | Coslada > Polígonos Industriales Loeches | Coslada > Polígonos Industriales Loeches | Coslada > Polígonos Industriales Loeches | Coslada > Polígonos Industriales Loeches | Polígonos Industriales Loeches > Coslada | Polígonos Industriales Loeches > Coslada | Polígonos Industriales Loeches > Coslada | Polígonos Industriales Loeches > Coslada | Polígonos Industriales Loeches > Coslada | Polígonos Industriales Loeches > Coslada | Polígonos Industriales Loeches > Coslada | Polígonos Industriales Loeches > Coslada | Polígonos Industriales Loeches > Coslada | Polígonos Industriales Loeches > Coslada | Polígonos Industriales Loeches > Coslada | Polígonos Industriales Loeches > Coslada | Polígonos Industriales Loeches > Coslada | Polígonos Industriales Loeches > Coslada | Polígonos Industriales Loeches > Coslada | Polígonos Industriales Loeches > Coslada | Polígonos Industriales Loeches > Coslada | Polígonos Industriales Loeches > Coslada | Polígonos Industriales Loeches > Coslada |
| 05                                       | 06                                       | 07                                       | 08                                       | 09                                       | 10                                       | 11                                       | 12                                       | 13                                       | 14                                       | 15                                       | 16                                       | 17                                       | 18                                       | 19                                       | 20                                       | 21                                       | 22                                       | 23                                       | 06                                       | 07                                       | 08                                       | 09                                       | 10                                       | 11                                       | 12                                       | 13                                       | 14                                       | 15                                       | 16                                       | 17                                       | 18                                       | 19                                       | 20                                       | 21                                       | 22                                       | 23                                       | 00                                       |
| 45                                       | 50                                       | 54                                       | 59                                       |                                          | 03                                       | 08                                       | 12                                       | 17                                       | 21                                       | 26                                       | 30                                       | 35                                       | 39                                       | 44                                       | 45                                       | 45                                       |                                          |                                          | 50                                       | 54                                       | 59                                       | 03                                       | 08                                       | 12                                       | 17                                       | 21                                       | 26                                       | 30                                       | 35                                       | 39                                       | 44                                       | 45                                       | 45                                       | 45                                       | 50                                       |                                          |                                          |
| Sábados laborables, domingos y festivos  |                                          |                                          |                                          |                                          |                                          |                                          |                                          |                                          |                                          |                                          |                                          |                                          |                                          |                                          |                                          |                                          |                                          |                                          |                                          |                                          |                                          |                                          |                                          |                                          |                                          |                                          |                                          |                                          |                                          |                                          |                                          |                                          |                                          |                                          |                                          |                                          |                                          |
| Coslada > Loeches (pueblo)               | Coslada > Loeches (pueblo)               | Coslada > Loeches (pueblo)               | Coslada > Loeches (pueblo)               | Coslada > Loeches (pueblo)               | Coslada > Loeches (pueblo)               | Coslada > Loeches (pueblo)               | Coslada > Loeches (pueblo)               | Coslada > Loeches (pueblo)               | Coslada > Loeches (pueblo)               | Coslada > Loeches (pueblo)               | Coslada > Loeches (pueblo)               | Coslada > Loeches (pueblo)               | Coslada > Loeches (pueblo)               | Coslada > Loeches (pueblo)               | Coslada > Loeches (pueblo)               | Coslada > Loeches (pueblo)               | Coslada > Loeches (pueblo)               | Coslada > Loeches (pueblo)               | Loeches (pueblo) > Coslada               | Loeches (pueblo) > Coslada               | Loeches (pueblo) > Coslada               | Loeches (pueblo) > Coslada               | Loeches (pueblo) > Coslada               | Loeches (pueblo) > Coslada               | Loeches (pueblo) > Coslada               | Loeches (pueblo) > Coslada               | Loeches (pueblo) > Coslada               | Loeches (pueblo) > Coslada               | Loeches (pueblo) > Coslada               | Loeches (pueblo) > Coslada               | Loeches (pueblo) > Coslada               | Loeches (pueblo) > Coslada               | Loeches (pueblo) > Coslada               | Loeches (pueblo) > Coslada               | Loeches (pueblo) > Coslada               | Loeches (pueblo) > Coslada               | Loeches (pueblo) > Coslada               |
| 05                                       | 06                                       | 07                                       | 08                                       | 09                                       | 10                                       | 11                                       | 12                                       | 13                                       | 14                                       | 15                                       | 16                                       | 17                                       | 18                                       | 19                                       | 20                                       | 21                                       | 22                                       | 23                                       | 06                                       | 07                                       | 08                                       | 09                                       | 10                                       | 11                                       | 12                                       | 13                                       | 14                                       | 15                                       | 16                                       | 17                                       | 18                                       | 19                                       | 20                                       | 21                                       | 22                                       | 23                                       | 00                                       |
| 45                                       |                                          | 40                                       |                                          | 48                                       |                                          | 56                                       |                                          |                                          | 04                                       |                                          | 12                                       |                                          | 20                                       |                                          | 28                                       |                                          |                                          |                                          | 40                                       |                                          | 44                                       |                                          | 52                                       |                                          |                                          | 00                                       |                                          | 06                                       |                                          | 16                                       |                                          | 24                                       |                                          | 30                                       |                                          |                                          |                                          |

## Recorrido y paradas

### Sentido Loeches
| Código                                                                                     | Zona | Municipio               | Denominación                               | Líneas de la parada       | Metro / Cercanías    |
| ------------------------------------------------------------------------------------------ | ---- | ----------------------- | ------------------------------------------ | ------------------------- | -------------------- |
| 09133                                                                                      |      | Coslada                 | Av. España - Zoco Coslada                  | 280 287 288 SE72          | Coslada Central      |
| 09130                                                                                      |      | Coslada                 | Av. España - Las Conejeras                 | 280 287 288               |                      |
| 07113                                                                                      |      | Coslada                 | Av. España - Centro de Salud               | 280 287 288 2             |                      |
| 07117                                                                                      |      | Coslada                 | Méjico - Est. La Rambla                    | 280 286 287 288 822 SE7 2 | La Rambla            |
| 07118                                                                                      |      | Coslada                 | Honduras - Centro Comercial                | 280 286 822               |                      |
| 17450                                                                                      |      | Coslada                 | Honduras - Comisaría                       | 280                       |                      |
| 17452                                                                                      |      | Coslada                 | Av. Isabel Torres - Romero                 | 280 289                   | San Fernando         |
| 19414                                                                                      |      | Coslada                 | Av. José Hierro - Urgencias                | 280 289 1                 |                      |
| 18528                                                                                      |      | Coslada                 | Av. Marie Curie - Hospital del Henares     | 280 289 SE7 1 SE72        | Hospital del Henares |
| 12523                                                                                      |      | San Fernando de Henares | Ctra. Mejorada - Enrique Tierno Galván     | 280 282 284 285           |                      |
| 07243                                                                                      |      | San Fernando de Henares | Ctra. Mejorada - Av. San Sebastián         | 280 282 284 285           |                      |
| 07244                                                                                      |      | San Fernando de Henares | Ctra. Mejorada - Est. Henares              | 280 282 284 285           | Henares              |
| 20794                                                                                      |      | San Fernando de Henares | Av. Martin Luther King - Igualdad          | 280 281 282 284 285 288   |                      |
| 07243                                                                                      |      | Rivas-Vaciamadrid       | Ctra. M-206 - Palacio El Negralejo         | 280 282 284 285           |                      |
| 07255                                                                                      |      | Rivas-Vaciamadrid       | Ctra. M-203 - Cruce Ctra. Cristo de Rivas  | 280 282 284 285 341       |                      |
| 07256                                                                                      |      | Mejorada del Campo      | Ctra. M-203 - Viveros                      | 280 282 284 285 341       |                      |
| 18080                                                                                      |      | San Fernando de Henares | Ctra. M-203 - Lavandería                   | 280 282 284 285 341       |                      |
| 10014                                                                                      |      | Mejorada del Campo      | Av. Concordia - Marqués de Hinojosa        | 280 282 340 341           |                      |
| 10013                                                                                      |      | Mejorada del Campo      | Av. Concordia - Mayor                      | 280 282 340 341           |                      |
| 07260                                                                                      |      | Mejorada del Campo      | Av. Juan Gris - Miguel Hernández           | 280 282 285 340 341       |                      |
| 07261                                                                                      |      | Mejorada del Campo      | Av. Juan Gris - Francisco de Goya          | 280 282 285 340 341       |                      |
| 07262                                                                                      |      | Mejorada del Campo      | Castilla - Polígono Industrial             | 280 282 285 340 341       |                      |
| 11440                                                                                      |      | Mejorada del Campo      | Duero - Castilla                           | 280 282 285 340 341       |                      |
| 10461                                                                                      |      | Mejorada del Campo      | Portugal - Av. Reja Grande                 | 280 282 285 340 341       |                      |
| 10453                                                                                      |      | Velilla de San Antonio  | Ctra. M-208 - La Raya                      | 280 282 284 285 341       |                      |
| 07265                                                                                      |      | Velilla de San Antonio  | Federico García Lorca - Mirlos             | 280 282 284 285 341       |                      |
| 15783                                                                                      |      | Velilla de San Antonio  | Olivar - Federico García Lorca             | 280 282 284 285 341       |                      |
| 15784                                                                                      |      | Velilla de San Antonio  | Olivar - Paz Camacho                       | 280 282 284 285 341       |                      |
| 12262                                                                                      |      | Velilla de San Antonio  | Olivar - Instituto                         | 280 282 284 285 341       |                      |
| 12263                                                                                      |      | Velilla de San Antonio  | Antonio Palacios - Mayor                   | 280 282 284 285 341       |                      |
| 12264                                                                                      |      | Velilla de San Antonio  | Joselito - Saiz de Rueda                   | 280 282 285 341           |                      |
| 17461                                                                                      |      | Velilla de San Antonio  | Dr. Enrique Alcorta - Venezuela            | 280 282 285 341           |                      |
| 07270                                                                                      |      | Velilla de San Antonio  | Ctra. M-217 - Finca La Linde               | 280 284                   |                      |
| 10454                                                                                      |      | Loeches                 | Ctra. M-217 - Centro de Evangelización     | 280 284                   |                      |
| 07271                                                                                      |      | Loeches                 | Ctra. M-217 - Subestación Eléctrica        | 280 284                   |                      |
| 16253                                                                                      |      | Loeches                 | Dublín - Estocolmo                         | 280 284                   |                      |
| 12049                                                                                      |      | Loeches                 | Av. Constitución - Virgen de las Angustias | 261 280 284               |                      |
| 07273                                                                                      |      | Loeches                 | Pza. Villa - Ayuntamiento                  | 280 284 320               |                      |
| Paradas realizadas por los servicios que continúan a los polígonos industriales de Loeches |      |                         |                                            |                           |                      |
| 10455                                                                                      |      | Loeches                 | Ctra. M-206 - Pol. Ind. El Caballo         | 280                       |                      |
| 10456                                                                                      |      | Loeches                 | Ctra. M-206 - Pol. Ind. El Caballo         | 261 280                   |                      |
| 18956                                                                                      |      | Loeches                 | Derbi - Cañada del Pozo                    | 261 280                   |                      |
| 12755                                                                                      |      | Loeches                 | Derbi - Roa                                | 261 280                   |                      |
| 16241                                                                                      |      | Loeches                 | Roa - Pol. Ind. Prado Concejil             | 280                       |                      |
| 16243                                                                                      |      | Loeches                 | Bronce - Pol. Ind. Gestesa                 | 280                       |                      |
| 16245                                                                                      |      | Loeches                 | Bronce - Platino                           | 280                       |                      |

### Sentido Coslada
| Código                                                                                     | Zona | Municipio               | Denominación                               | Líneas de la parada     | Metro / Cercanías    |
| ------------------------------------------------------------------------------------------ | ---- | ----------------------- | ------------------------------------------ | ----------------------- | -------------------- |
| Paradas realizadas por los servicios que proceden de los polígonos industriales de Loeches |      |                         |                                            |                         |                      |
| 16246                                                                                      |      | Loeches                 | Bronce - Platino                           | 280                     |                      |
| 16244                                                                                      |      | Loeches                 | Bronce - Pol. Ind. Gestesa                 | 280                     |                      |
| 16242                                                                                      |      | Loeches                 | Roa - Pol. Ind. Prado Concejil             | 280                     |                      |
| 16238                                                                                      |      | Loeches                 | Derbi - Roa                                | 261 280                 |                      |
| 16247                                                                                      |      | Loeches                 | Ctra. M-206 - Pol. Ind. El Caballo         | 261 280                 |                      |
| Paradas del itinerario normal                                                              |      |                         |                                            |                         |                      |
| 07274                                                                                      |      | Loeches                 | Pza. Villa - Ayuntamiento                  | 280 284 320             |                      |
| 12041                                                                                      |      | Loeches                 | Av. Constitución - Virgen de las Angustias | 261 280 284             |                      |
| 07275                                                                                      |      | Loeches                 | Av. Constitución - Pza. Fuente Amarga      | 261 280 284             |                      |
| 16252                                                                                      |      | Loeches                 | Roma - Ámsterdam                           | 261 280 284             |                      |
| 07276                                                                                      |      | Loeches                 | Ctra. M-217 - Subestación Eléctrica        | 280 284                 |                      |
| 10459                                                                                      |      | Loeches                 | Ctra. M-217 - Centro de Evangelización     | 280 284                 |                      |
| 07277                                                                                      |      | Velilla de San Antonio  | Ctra. M-217 - Finca La Linde               | 280 284                 |                      |
| 21193                                                                                      |      | Velilla de San Antonio  | Dr. Enrique Alcorta - Belmonte             | 280 282 285 341         |                      |
| 11437                                                                                      |      | Velilla de San Antonio  | Antonio Palacios - Mayor                   | 280 282 285 341         |                      |
| 11441                                                                                      |      | Velilla de San Antonio  | Olivar - Instituto                         | 280 282 284 285 341     |                      |
| 07279                                                                                      |      | Velilla de San Antonio  | Av. Ilustración - Paz Camacho              | 280 282 284 285 341     |                      |
| 07280                                                                                      |      | Velilla de San Antonio  | Av. Ilustración - Parque Doña Catalina     | 280 282 284 285 341     |                      |
| 07281                                                                                      |      | Velilla de San Antonio  | Federico García Lorca - Olivar             | 280 282 284 285 341     |                      |
| 07282                                                                                      |      | Velilla de San Antonio  | Federico García Lorca - Mirlos             | 280 282 284 285 341     |                      |
| 11015                                                                                      |      | Mejorada del Campo      | Ctra. M-208 - La Raya                      | 280 282 284 285 341     |                      |
| 10463                                                                                      |      | Mejorada del Campo      | Duero - Portugal                           | 280 282 285 341         |                      |
| 11439                                                                                      |      | Mejorada del Campo      | Duero - Castilla                           | 280 282 285 341         |                      |
| 10012                                                                                      |      | Mejorada del Campo      | Castilla - Polígono Industrial             | 280 282 285 341         |                      |
| 15571                                                                                      |      | Mejorada del Campo      | Av. Juan Gris - Pirineos                   | 280 282 285 340 341     |                      |
| 07287                                                                                      |      | Mejorada del Campo      | Av. Juan Gris - Francisco de Goya          | 280 282 285 340 341     |                      |
| 07288                                                                                      |      | Mejorada del Campo      | Av. Juan Gris - Miguel Hernández           | 280 282 340 341         |                      |
| 07289                                                                                      |      | Mejorada del Campo      | Av. Concordia - Ciudad de Atenas           | 280 282 340 341         |                      |
| 07290                                                                                      |      | Mejorada del Campo      | Av. Concordia - Trébol                     | 280 282 340 341         |                      |
| 10460                                                                                      |      | San Fernando de Henares | Ctra. M-203 - Lavandería                   | 280 282 284 285 341     |                      |
| 07291                                                                                      |      | San Fernando de Henares | Ctra. M-203 - Viveros                      | 280 282 284 285 341     |                      |
| 07293                                                                                      |      | San Fernando de Henares | Ctra. M-206 - Palacio El Negralejo         | 280 282 284 285         |                      |
| 20793                                                                                      |      | San Fernando de Henares | Av. Martin Luther King - Igualdad          | 280 281 282 284 285 288 |                      |
| 07295                                                                                      |      | San Fernando de Henares | Ctra. Mejorada - Est. Henares              | 280 282 284 285         | Henares              |
| 07296                                                                                      |      | San Fernando de Henares | Ctra. Mejorada - Av. San Sebastián         | 280 282 284 285         |                      |
| 17453                                                                                      |      | San Fernando de Henares | Av. Enrique Tierno Galván - P.º Oria       | 280 1                   |                      |
| 19414                                                                                      |      | Coslada                 | Av. José Hierro - Urgencias                | 280 289 1               |                      |
| 18528                                                                                      |      | Coslada                 | Av. Marie Curie - Hospital del Henares     | 280 289 SE7 1 SE72      | Hospital del Henares |
| 12405                                                                                      |      | Coslada                 | Av. Vicálvaro - Guadalquivir               | 280                     | San Fernando         |
| 17451                                                                                      |      | Coslada                 | Honduras - Comisaría                       | 280                     |                      |
| 07161                                                                                      |      | Coslada                 | Honduras - Centro Comercial                | 280 286 822             |                      |
| 07166                                                                                      |      | Coslada                 | Méjico - Est. La Rambla                    | 280 287 288 2           | La Rambla            |
| 07167                                                                                      |      | Coslada                 | Av. España - Centro de Salud               | 280 287 288 2           |                      |
| 09131                                                                                      |      | Coslada                 | Av. España - Las Conejeras                 | 280 287 288             |                      |
| 09132                                                                                      |      | Coslada                 | Av. España - Zoco Coslada                  | 280 287 288             | Coslada Central      |